# Heteropaussus
Heteropaussus – rodzaj chrząszcza z podrodziny Paussinae, rodziny biegaczowatych. Należy tu 26 gatunków. Chrząszcze te są myrmekofilne, znajdywano je w koloniach mrówek z rodzaju Myrmicaria.
Gatunki:
- Heteropaussus alternans (Westwood, 1850)
- Heteropaussus angolensis Luna de Carvalho, 1959
- Heteropaussus basilewskyi (Luna de Carvalho, 1951)
- Heteropaussus brevicornis (Wasmann, 1904)
- Heteropaussus bruecklei Nagel, 1982
- Heteropaussus cardonii (Gestro, 1901)
- Heteropaussus corintae Luna de Carvalho, 1958
- Heteropaussus curvidens (Reichensperger, 1938)
- Heteropaussus dohrni (Ritsema, 1875)
- Heteropaussus ferranti (Reichensperger, 1925)
- Heteropaussus flavolineatus (Kraatz, 1899)
- Heteropaussus hastatus (Westwood, 1850)
- Heteropaussus jeanneli (Reichensperger, 1938)
- Heteropaussus kivuensis Luna de Carvalho, 1965
- Heteropaussus laticornis (H.Kolbe, 1896)
- Heteropaussus lujae (Wasmann, 1907)
- Heteropaussus oberthueri (Wasmann, 1904)
- Heteropaussus parallelicornis (Wasmann, 1922)
- Heteropaussus passoscarvalhoi Luna de Carvalho, 1971
- Heteropaussus quadricollis (Wasmann, 1910)
- Heteropaussus rossi Luna de Carvalho, 1968
- Heteropaussus simplex (Reichensperger, 1922)
- Heteropaussus taprobanensis (Gestro, 1901)
- Heteropaussus trapezicollis (Wasmann, 1922)
- Heteropaussus westermanni (Westwood, 1838)
- Heteropaussus allardi (Raffray, 1886)